# Агалматофилија
Агалматофилија (од грчког αγαλμα агалма „кип” и φιλια -пхилиа „љубав”) је парафилија која укључује сексуалну привлачност према статуама, луткама или другом сличном фигуративном објекту. Привлачност може укључивати жељу за стварним сексуалним контактом са објектом, фантазију о сексуалном (или несексуалном) сусрету са живом или неживом инстанцом жељеног објекта, чин гледања сусрета између таквих објеката или стечено сексуално задовољство од мисли о трансформацији или трансформацији другог у преферирани објекат. Агалматофилија такође може да обухвати и пигмалионизам (из мита о Пигмалиону), који означава љубав према предмету сопственог стварања. Агалматофилија је облик објектне сексуалности.

## Клиничка студија
Агалматофилија је термин из двадесетог века за медикализацију еротизације статуа који је широко потврђен у правној медицини касног осамнаестог и деветнаестог века. Стварних историјских случајева је мало. Крафт-Ебинг је 1877. забележио случај када се баштован заљубио у статуу Милоске Венере и био откривен у покушају коитуса са њом.